# Dick Schoof
Hendrikus Wilhelmus Maria "Dick" Schoof ; nizozemski politik; 8. marec 1957, Santpoort, Nizozemska.
Je trenutni predsednik vlade Nizozemske. Pred tem je bil med letoma 2020 in 2024 generalni sekretar na ministrstvu za pravosodje in varnost, od 2018 do 2020 generalni direktor splošne obveščevalne in varnostne službe ter od 2013 do 2018 nacionalni koordinator za varnost in boj proti terorizmu .

## Mladost in izobraževanje
Hendrikus Wilhelmus Maria Schoof se je rodil 8. marca 1957 v Santpoortu v rimskokatoliški družini kot drugi najmlajši od sedmih otrok.
Ima eno sestro, oče pa je bil občinski in socialni uradnik. Pri osmih letih se je z družino preselil v Hengelo, kjer je obiskoval Lyceum De Grundel. Med letoma 1975 in 1982 je študiral urbanistično in regionalno načrtovanje na univerzi Radboud. Bil je član in predsednik njenega veslaškega kluba Phocas.

## Uradniška kariera
Schoof je svojo kariero začel kot politični svetovalec za izobraževanje pri Združenju nizozemskih občin  in leta 1988 postal javni uslužbenec na ministrstvu za izobraževanje in znanost. Pomagal je razpustiti oddelek za gradnjo osnovnih šol, ki ga je vodil pod državnim sekretarjem Jacquesom Wallageom. Pomagal je doseči kompromis med Krščansko demokratskim pozivom in Delavsko stranko, ko se obe stranki nista strinjali, ali naj bodo šole ali občine odgovorne za vzdrževanje šolskih zgradb.
Od leta 1996 je bil Schoof na različnih vodilnih položajih na področju varnosti. Bil je namestnik generalnega sekretarja na ministrstvu za varnost in pravosodje, nato pa bil leta 1999 imenovan za glavnega direktorja Službe za priseljevanje in naturalizacijo (IND). Nizozemska se je zaradi vojne na Kosovu soočala z razmeroma velikim pritokom prosilcev za azil, organizacija pa je imela velik zaostanek pri prošnjah. Schoof je bil leta 2001 odgovoren za izvajanje reform zakona o tujcih, ki jih je izvedel državni sekretar za pravosodje Job Cohen in ki je poenostavil azilni postopek, ter si prizadeval za deportacijo prosilcev, ki niso izpolnjevali pogojev. 
Število prošenj za azil je upadlo, kar Schoof pripisuje zaostreni migracijski politiki. Kasnejša ocena je pokazala, da je imela zakonodaja bolj omejen vpliv, kar kaže na to, da so upadu botrovali predsvsem zunanji dejavniki. Schoof je leta 2003 zapustil IND in postal generalni direktor na ministrstvu za notranje zadeve in odnose s kraljestvom, kjer je bil zadolžen za prestrukturiranje policijskih sil iz številnih regionalnih organizacij v eno samo nacionalno policijo.
Po opravljanju funkcije generalnega direktorja na ministrstvu za varnost in pravosodje (od 2010 do 2013) je bil Schoof imenovan za nacionalnega koordinatorja za varnost in boj proti terorizmu (NCTV). Svojim uslužbencem je kljub opozorilom odvetnikov dovolil spremljanje potencialnih teroristov na družbenih omrežjih prek lažnih profilov. Po sestrelitvi leta 17 družbe Malaysia Airlines je usklajeval nizozemski odziv na krizo in okrepil svoj odnos s premierjem Markom Ruttejem. Ko je Schoof zahteval neodvisno preiskavo Univerze Twente o opravljanju svoje funkcije, so ga obtožili vmešavanja. Izvajal je pritisk, da bi omilil njen glavni sklep.
Decembra 2019 je bilo objavljeno, da bo Schoof nasledil Siebe Riedstra na mestu generalne sekretarke ministrstva za pravosodje in varnost, najvišjem nepolitičnem položaju na ministrstvu. Mandat je nastopil 1. marca 2020. V svoji vlogi je sodeloval pri pogajanjih o reformi azila, ki so julija 2023 pripeljala do razpada četrte vlade Marka Rutteja. Marca 2024 je Schoof dosegel upokojitvene pogoje, a se je odločil za odlog; izjema za nadaljevanja dela mu je bila odobrena še tri leta.

## Politična kariera
Schoof je bil več kot 30 let pasiven član Delavske stranke (PvdA), dokler ni zapustil stranke v začetku leta 2021.   Po zmagi na splošnih volitvah Stranke za svobodo (PVV) Geerta Wildersa novembra 2023 je Schoof to v intervjuju označil za znak nezaupanja do vlade. Dejal je, da se ljudje niso mogli zmotiti, če so v tako velikem številu volili PVV.

### Predsednik vlade
PVV je 16. maja 2024 predstavil desničarski koalicijski sporazum z Ljudsko stranko za svobodo in demokracijo (VVD), Novo družbeno pogodbo (NSC) in Gibanjem kmet – državljan (BBB). V okviru pogajanj so se štirje voditelji strank dogovorili, da nihče od njih ne bo premier. PVV je za položaj sprva predlagal Ronalda Plasterka, a se je zaradi obtožb goljufije odrekel kandidaturi. Koalicijske stranke pod vodstvom oblikovalca Richarda van Zwola so Schoofa 28. maja 2024 predlagale za predsednika vlade. 2. julija je prisegel pred kraljem Willemom-Alexandrom.

## Osebno življenje
Schoof s svojo partnerico živi v Zoetermeerju. Po veroizpovedi je katoličan. Z bivšo ženo Yolando Senf imata dve hčerki, ki sta bili posvojeni s Kitajske. Uživa v teku, svoj prvi maraton je pretekel leta 1987, v letu 2024 pa že svojega osemnajstega. Schoofov starejši brat Nico Schoof je nekdanji župan občin Akersloot, Limmen, Heiloo in Alphen aan den Rijn in član stranke Democrats 66.